# Rendez-vous au 14
Rendez-vous au 14 est une collection de livres-jeux éditée par Walrus jusqu'à leur fermeture en 2018.

## Publications
- 02/2012 - Bibliothèque infernale, Neil Jomunsi[3],  (ISBN 9782363760760).
- 04/2012 - Menu Cthulhu, Neil Jomunsi[3],  (ISBN 9782363760807)[4].
- 05/2012 - Le Vaisseau du temps, Cyril Amourette[5],  (ISBN 9782363760999).
- 10/2012 - Antarktos, Paul Adrien Jellsen[6],  (ISBN 9782363761620).
- 02/2013 - Plongée sur R'lyeh, Loïc Richard[7], Illustrations Yann Delahaie[8],  (ISBN 9782363761941).
- 05/2013 - Big bang à Astrahal, Sébastien Marti[9],  (ISBN 9782363762078).
- 03/2014 - Le Clan des sangliers, Joël Ollivier[10], Illustrations de Joël Ollivier,  (ISBN 9782363762429).
- 02/2017 - Le Démon dans l'escalier, Julien Noël[11],  (ISBN 9782363763068).